# Station Beesd
Station Beesd is het spoorwegstation van Beesd (gemeente West Betuwe). Het station ligt ongeveer 2 kilometer ten noorden van het centrum van Beesd. Het werd geopend op 1 december 1883 als halte aan de MerwedeLingelijn, deel van de Betuwelijn (Dordrecht - Elst). Sinds 9 december 2018 is dit, naast station Geldermalsen, een van de twee Gelderse stations die op het R-net is aangesloten.
Het station bestaat uit een enkel relatief smal eilandperron. Het station beschikt over twee sporen, waardoor de treinen kunnen kruisen. Dit is noodzakelijk omdat vrijwel het gehele traject Dordrecht - Geldermalsen enkelsporig is. Echter, Beesd wordt momenteel niet actief gebruikt om treinen te laten kruisen. Incidenteel komt dit nog wel voor. De treinen stoppen normaal op spoor 2. Spoor 1 wordt enkele keren per dag nog bereden om te zorgen dat de wissels, seinen en het beveiligde overpad naar het perron goed blijven werken.

## Treinen
Beesd kent enkel de treinserie:
| Serie | Treinsoort        | Route                                        | Bijzonderheden                    |
| ----- | ----------------- | -------------------------------------------- | --------------------------------- |
| 7200  | Stoptrein (Qbuzz) | Dordrecht – Gorinchem – Beesd – Geldermalsen | Rijdt onder de formule van R-net. |

## Afbeeldingen

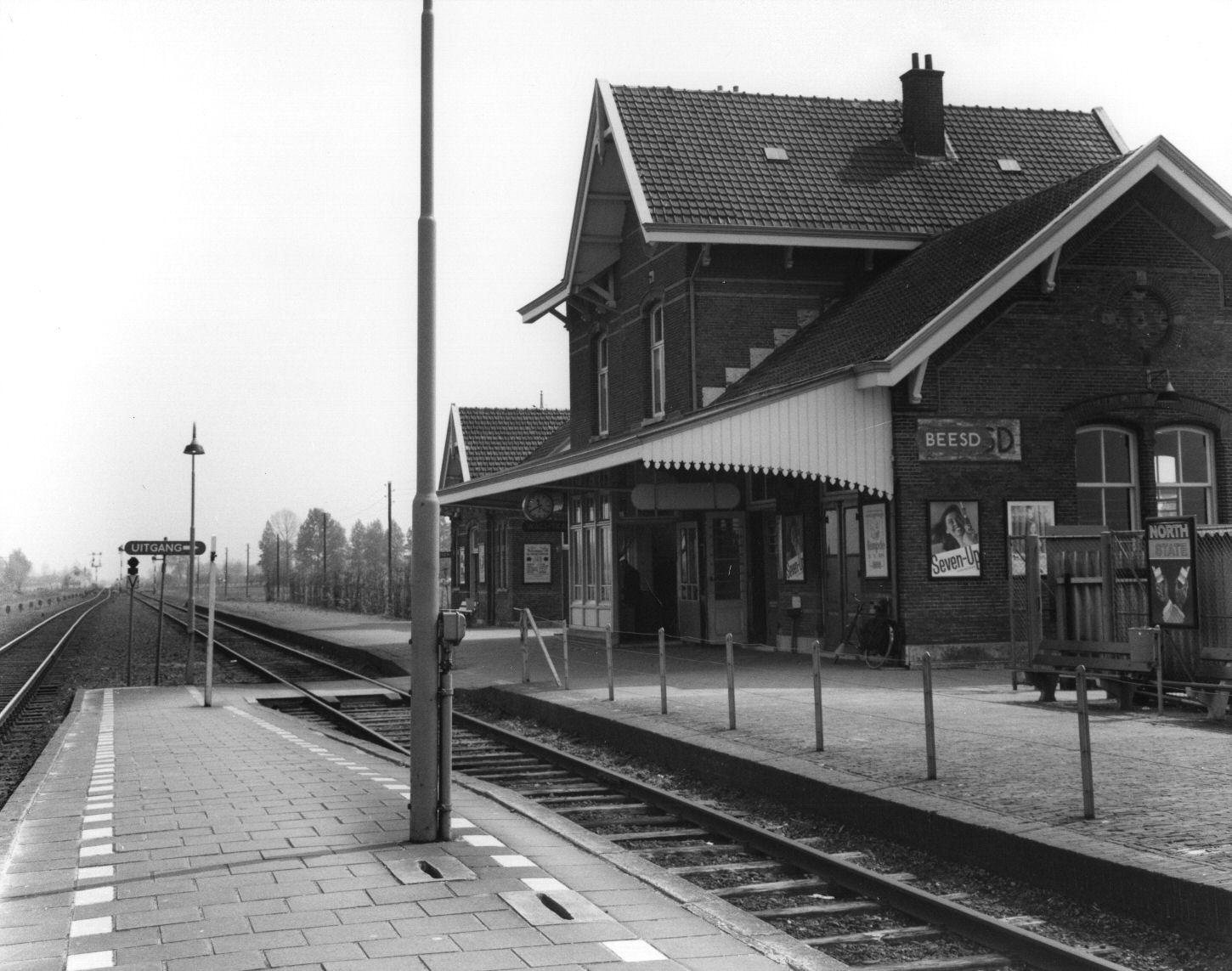
Station in 1968
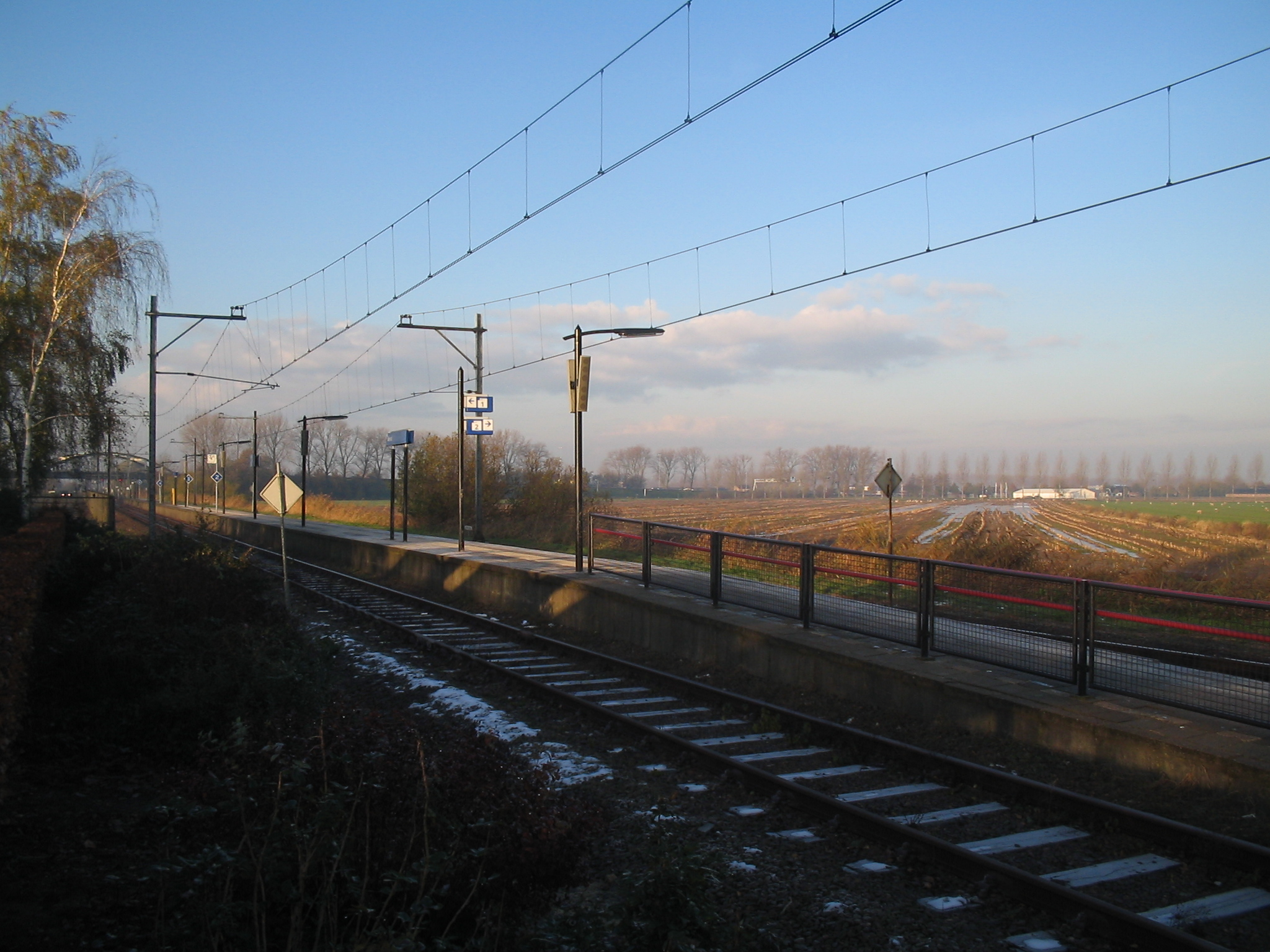
Perron (2005)
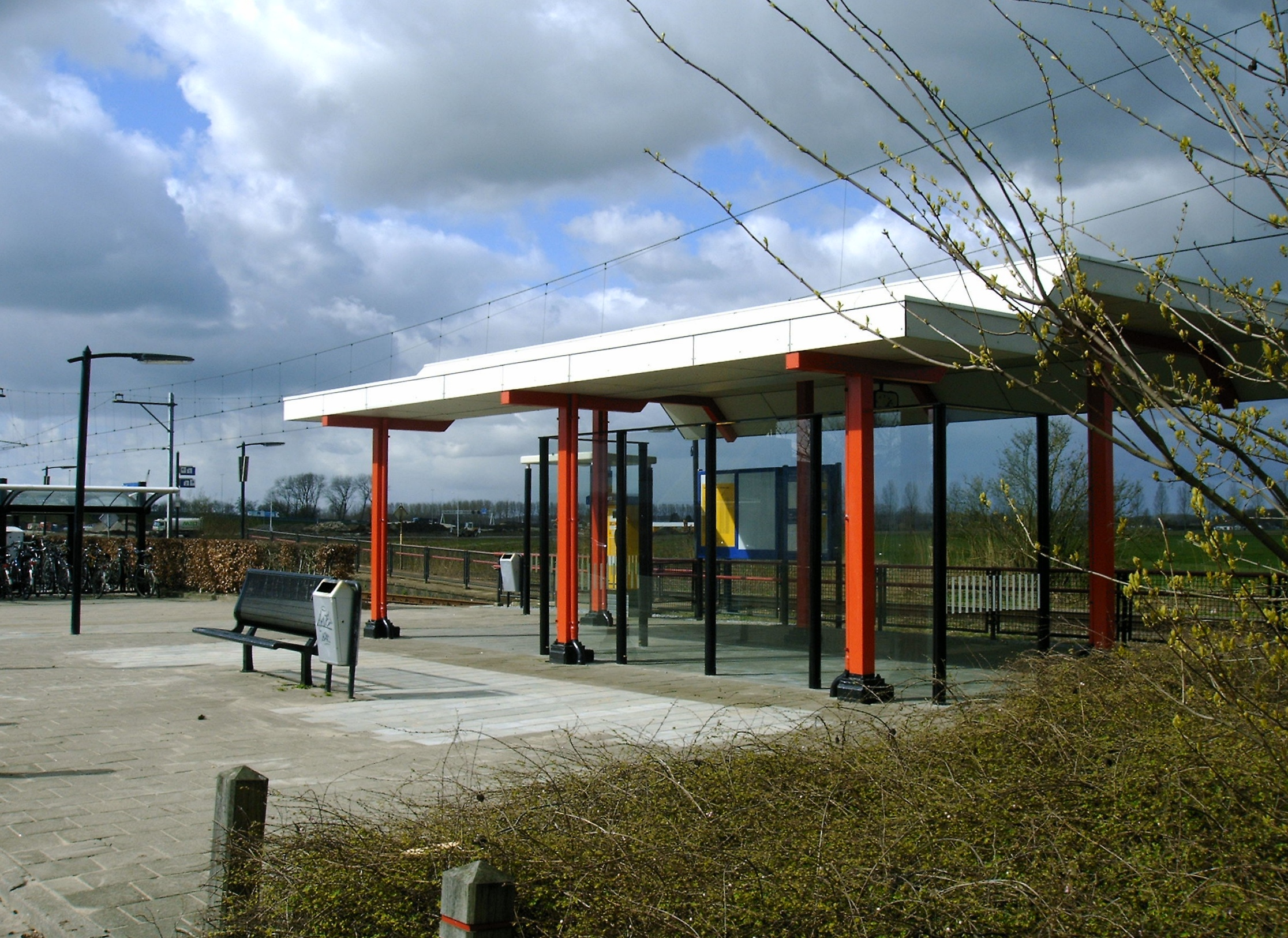
Het station in 2008
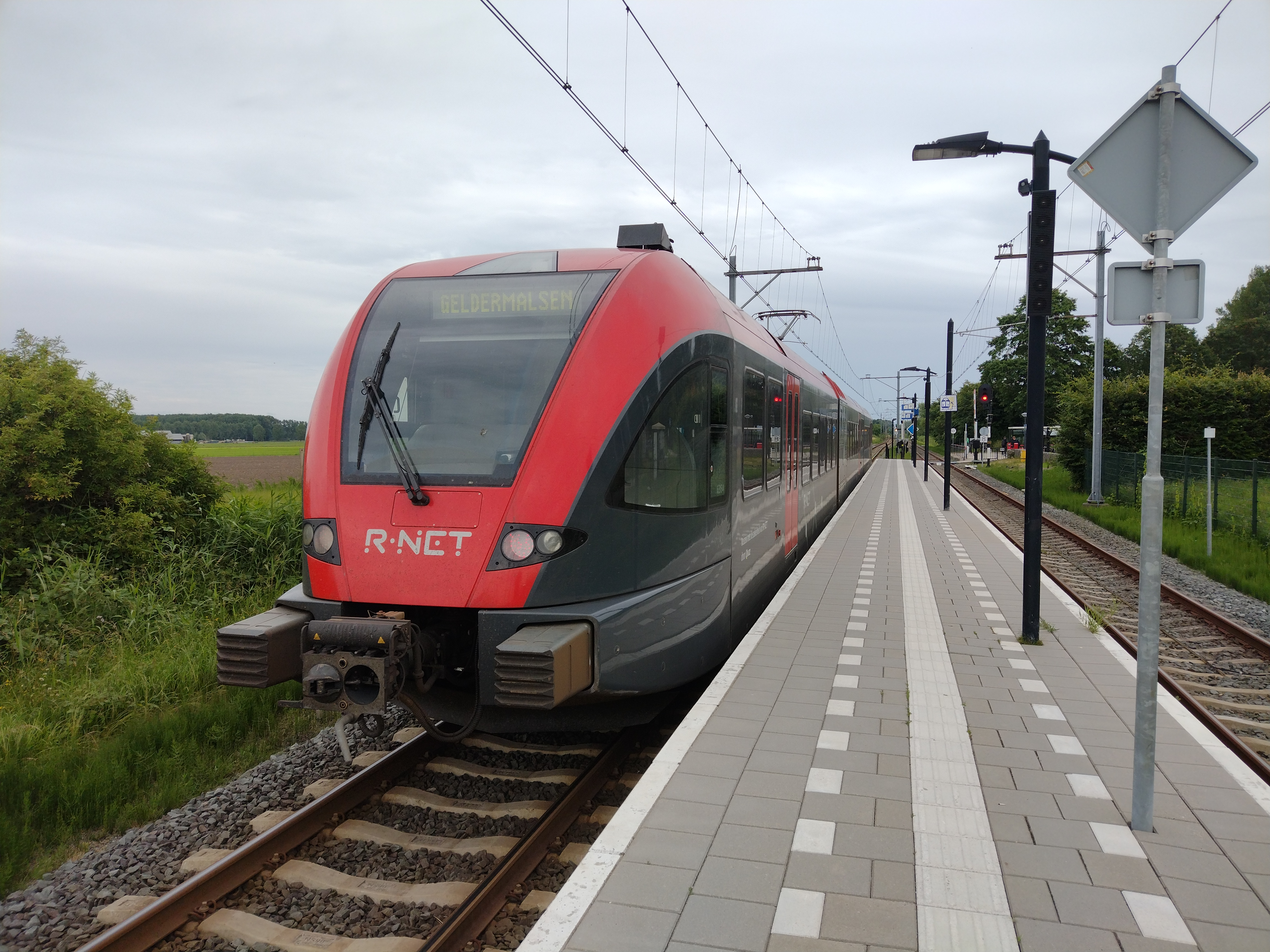
Qbuzz's GTW op het station

## Busverbindingen
Op station Beesd stopt de volgende buslijn van Arriva:
- Buurtbus 260: Geldermalsen - Deil - Enspijk - station Beesd - Rumpt - Rhenoy - Acquoy - Asperen - Leerdam

## Veiligheid op station Beesd
Van december 2009 tot juni 2010 vond op het station een project plaats genaamd Transitorail. Het doel van dit stationsproject was het tegengaan van vandalisme en vernielingen. Op avonden en in het weekend werd het station regelmatig doelwit van vandalisme. Het project werd vervolgd onder de naam Railon.

### Vernieuwingen
In september 2010 heeft de gemeente Geldermalsen een beveiligingscamera geplaatst op het voorplein van station Beesd. Hiermee kan het gehele station worden overzien. Sinds het plaatsen van de beveiligingscamera zijn de vernielingen afgenomen.
De gemeente Geldermalsen en ProRail hebben besloten tot het uitvoeren van een fietsbeheerplan. Het voorplein zal worden aangepast, grote struiken en bomen worden verwijderd. Door deze aanpassing wordt het station overzichtelijker en creëert men meer ruimte. Ook wordt de overkapping vernieuwd en zullen er faciliteiten bij komen.